# Bosa (album)
Bosa – piąty album Anny Marii Jopek wydany w 2000 roku przez Universal Music Polska.
Na płycie autorka zamieściła prezent w postaci utworów: „W smudze cienia” oraz „Szepty i łzy”.
Nagrania uzyskały certyfikat złotej płyty.

## Lista utworów
1. „Bukowina”
2. „Nim słońce wstanie”
3. „Jeżeli chcesz”
4. „Nigdy więcej”
5. „Cyraneczka”
6. „Jednocześnie”
7. „Tęskno mi tęskno”
8. „Kiedy mnie już nie będzie”
9. „Z powietrza”
10. „Bosa”
11. „Nielojalność”
12. „W smudze cienia” (bonus)
13. „Szepty i łzy” (bonus)

+ „Szepty i łzy” (wideo)

## Muzycy
- Andrzej Jagodziński – fortepian, akordeon;
- Anna Maria Jopek – głos;
- Cezary Konrad – perkusja, instrumenty perkusyjne;
- Robert Majewski – trąbka, flugelhorn;
- Henryk Miśkiewicz – klarnet, klarnet basowy;
- Leszek Możdżer – fortepian preparowany;
- Marek Napiórkowski – gitary;
- Darek Oleszkiewicz – kontrabas;
- Jacek Urbaniak – flet prosty sopranowy i tenorowy, przebierki, róg bawoli;
- Zbigniew Wegehaupt – kontrabas;
- Krzesimir Dębski – aranżacje orkiestrowe, dyrygent;
- Krzysztof Bzówka – 1 skrzypce, koncertmistrz;
- Józef Kolinek – 1 skrzypce;
- Katarzyna Gilewska-Zagrodzińśka – 1 skrzypce;
- Artur Gadzała – 1 skrzypce;
- Robert Dąbrowski – 2 skrzypce;
- Patrycja Jopek – 2 skrzypce;
- Włodzimierz Żurawski - altówka;
- Dariusz Kisielewski – altówka;
- Jerzy Muranty – wiolonczela;
- Kamil Mysiński – wiolonczela;
- Radosław Nur – kontrabas;
- Hanna Turonek – flet;
- Aleksandra Romański– klarnet;
- Wiesław Wołoszynek – fagot;
- Anna Sikorzak-Olek – harfa.